# Marko Klok
Marko Klok (Monnickendam, 14 maart 1968) is een Nederlands voormalig volleybalinternational. Gedurende zijn carrière behaalde hij 378 caps voor het nationale team. Hij nam tweemaal deel aan de Olympische Spelen en won hierbij in totaal één medaille.
De eerste Zomerspelen waaraan Klok deelnam waren in 1992 in Barcelona; het Nederlands team werd tweede en won de zilveren medaille achter Brazilië. In 2004 nam hij deel aan de Zomerspelen in Athene. Hij speelde in totaal 378 interlands voor het Nederlands volleybalteam. Daarnaast won hij in 1995 de Europese titel bij het beachvolleybal met Michiel van der Kuip.
Hij begon zijn volleyballoopbaan bij VVM'63 in Monnickendam en speelde vervolgens voor Martinus (Amstelveen), Napoli (Napels, Italië), Città di Castello (Italië), AMVJ (Amstelveen), VfB Friedrichshafen (Friedrichshafen, Duitsland), Moerser SC (Moers, Duitsland), Noliko Maaseik (België), M. Roma Volley (Rome, Italië), Forlì (Italië), Ortec Rotterdam.Nesselande (Rotterdam), Fakel Novi Urengoi (Novi Urengoi, Rusland), Anorthosis Famagusta (Cyprus) en Nea Salamina Famagusta (Limassol, Cyprus).
Edwin Benne · Peter Blangé · Ron Boudrie · Henk-Jan Held · Marko Klok · Jan Posthuma · Avital Selinger · Martin Teffer · Martin van der Horst · Olof van der Meulen · Ronald Zoodsma · Ron Zwerver
Rob Bontje · Albert Cristina · Kay van Dijk · Nico Freriks · Dirk-Jan van Gendt · Mike van de Goor · Guido Görtzen · Robert Horstink · Marko Klok · Reinder Nummerdor · Richard Schuil · Jeroen Trommel